# Gaj Czernięciński
Gaj Czernięciński is een plaats in het Poolse district  Biłgorajski, woiwodschap Lublin. De plaats maakt deel uit van de gemeente Turobin en telt 97 inwoners.